# Veliferidae
Famille
Les Veliferidae forment une famille de poissons abyssaux de l'ordre des Lampridiformes.

## Liste des genres et espèces
Selon World Register of Marine Species (15 août 2010) et ITIS (15 août 2010) :
- genre Metavelifer Walters, 1960
- genre Velifer Temminck & Schlegel, 1850

Auxquels s'ajoute le genre fossile :
- Veronavelifer Bannikov, 1990